# Kyselina glycidová
Kyselina glycidová je organická sloučenina, která má epoxidovou i karboxylovou funkční skupinu a tedy i vlastnosti obou těchto druhů sloučenin. Lze ji získat oxidací glycidolu nebo epoxidací kyseliny akrylové. Tato látka je také komerčně dostupná.